# Уинкс, Гарри
Га́рри Би́лли Уи́нкс (англ. Harry Billy Winks; 2 февраля 1996 года, Хемел-Хемпстед, Англия) — английский футболист, полузащитник английского клуба «Лестер Сити». Выступал за сборную Англии.

## Клубная карьера

### «Тоттенхэм Хотспур»
Уинкс является воспитанником «Тоттенхэма». Впервые к основной команде стал подтягиваться в концовке сезона 2013/14. 27 июля 2014 года подписал с «Тоттенхэмом» свой первый профессиональный контракт.
27 ноября 2014 года дебютировал за «Хотспур» в групповой стадии Лиги Европы, поединком против сербского «Партизана». Вышел на поле на 87-й минуте, заменив Паулиньо. 6 июля 2015 года подписал новый контракт сроком до лета 2018 года с возможностью продления и получил игровую футболку с номером 29.
27 августа 2016 года дебютировал в английской премьер-лиге поединком против «Ливерпуля».
16 сентября 2016 года Гарри пролонгировал соглашение с «Тоттенхэмом», поставив подпись под контрактом, связывающим его с клубом до 2021 года. 19 ноября 2016 года Гарри впервые вышел в стартовом составе воспитавшего клуба в рамках английского первенства и сумел отличиться дебютным голом в чемпионате, поразив ворота «Вест Хэма» во втором тайме столичного дерби.

## Карьера в сборной
3 ноября 2016 года Уинкс впервые был призван под знамёна национальной сборной Англии в возрастной категории U-21, за которую чуть позднее дебютировал в поединке против сверстников из Франции.
Дебют в главной сборной состоялся 8 октября 2017 года в отборочном матче со сборной Литвы, где Гарри отыграл весь матч.

## Достижения
«Тоттенхэм Хотспур»
- Финалист Лиги чемпионов: 2018/19

## Статистика выступлений за сборную
| Матчи Гарри Уинкса за сборную Англии | Матчи Гарри Уинкса за сборную Англии | Матчи Гарри Уинкса за сборную Англии | Матчи Гарри Уинкса за сборную Англии | Матчи Гарри Уинкса за сборную Англии | Матчи Гарри Уинкса за сборную Англии | Матчи Гарри Уинкса за сборную Англии |
| №                                    | Дата                                 | Оппонент                             | Счёт                                 | Голы                                 | Соревнование                         |                                      |
| ------------------------------------ | ------------------------------------ | ------------------------------------ | ------------------------------------ | ------------------------------------ | ------------------------------------ | ------------------------------------ |
| 1                                    | 8 октября 2017                       | Литва                                | 1:0                                  |                                      | Отборочный матч ЧМ-2018              |                                      |
| 2                                    | 15 октября 2018                      | Испания                              | 3:2                                  |                                      | Лига наций (А)                       |                                      |
| 3                                    | 15 ноября 2018                       | США                                  | 3:0                                  |                                      | Товарищеский матч                    |                                      |